# Андрейченко, Василий Евдокимович
Васи́лий Евдоки́мович Андре́йченко (12 [25] апреля 1917 года — 2 октября 1943 года) — участник Великой Отечественной войны, командир огневого взвода 34-го гвардейского артиллерийского полка 6-й гвардейской стрелковой дивизии 60-й армии Центрального фронта. Герой Советского Союза (16.10.1943; посмертно), гвардии старший сержант.

## Биография
Родился 12 (25) апреля 1917 года в Екатеринославе в семье рабочего. Украинец.
Член ВКП(б) с 1942 года. Окончил 7 классов. Работал токарем на металлургическом заводе.
В Красной армии с 1939 года. В боях Великой Отечественной войны с 1942 года.
Командир огневого взвода 34-го гвардейского артиллерийского полка (6-я гвардейская стрелковая дивизия, 60-я армия, Центральный фронт) гвардии старший сержант Андрейченко 7 июля 1943 года в составе батареи занял открытую огневую позицию на важной высоте в районе станции Поныри Курской области. Организовал отражение танковых атак гитлеровцев. В одной из них на позиции батареи противник бросил более сорока машин с десантом. Будучи старшим на батарее, Андрейченко руководил отражением этой атаки. Враг, потеряв более десяти танков, вынужден был отступить.
В дальнейшем участвовал в боях по освобождению правобережной Украины. В сентябре 1943 года огнём обеспечивал форсирование стрелковыми подразделениями Десны, Днепра, Припяти.
В бою за плацдарм на реке Припять Андрейченко получил множественные ранения и 2 октября 1943 года умер в 408-м медико-санитарном батальоне 322-й стрелковой дивизии.
Указом Президиума Верховного Совета СССР от 16 октября 1943 года
за успешное форсирование реки Днепр севернее Киева, прочное закрепление плацдарма на Западном берегу р. Днепр и проявленные при этом отвагу и геройство

гвардии старшему сержанту Андрейченко Василию Евдокимовичу присвоено звание Героя Советского Союза.

## Награды
- Медаль «Золотая Звезда» Героя Советского Союза
- Орден Ленина
- Орден Красной Звезды
- Медали

## Память
- Похоронен в парке города Чернобыль Киевской области, где установлена мемориальная доска.
- Мемориальная доска установлена на средней общеобразовательной школе № 94 в г. Днепр по адресу улица Большая Диевская 463, где училися.
- Мемориальная доска установлена на доме где проживал в поселке Диевка-2 города Днепр.
- Улица в Днепре носит его имя.